# Bistum Latacunga
Das Bistum Latacunga (lat.: Dioecesis Latacungensis, span.: Diócesis de Latacunga) ist eine in Ecuador gelegene römisch-katholische Diözese mit Sitz in Latacunga.

## Geschichte
Das Bistum Latacunga wurde am 5. Dezember 1963 durch Papst Paul VI. mit der Apostolischen Konstitution Novam dioecesim aus Gebietsabtretungen des Erzbistums Quito errichtet und diesem als Suffraganbistum unterstellt.

## Bischöfe von Latacunga
- Benigno Chiriboga SJ, 1963–1968
- José Mario Ruiz Navas, 1968–1989, dann Bischof von Portoviejo
- Raúl Holguer López Mayorga, 1990–2003
- José Victoriano Naranjo Tovar, 2003–2016
- Geovanni Mauricio Paz Hurtado, seit 2016

## Einzelnachweise

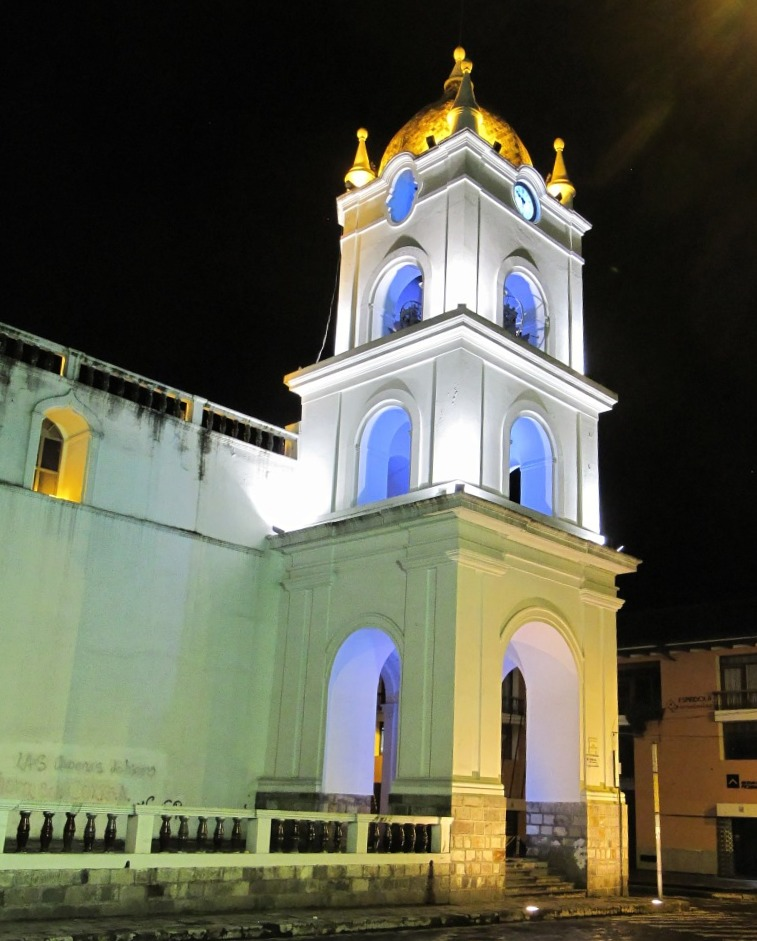
Kathedrale von Latacunga